# Oulela
 (juin 2014).
Oulela est une commune de Guinée située dans la préfecture de Nzérékoré.